# Morten Madsen
Morten Madsen (Rødovre, 16 gennaio 1987) è un hockeista su ghiaccio danese.
Dal 2016 milita nel Karlskrona HK (SHL). In precedenza ha giocato nella AHL con Houston Aeros (2007-2008, 2008-2009), nella DEL con Hamburg Freezers (2013-2016), nella SEL con Modo Hockey (2009-2013) e Frölunda HC. Ha militato anche nei Texas Wildcatters (2007-2008) e nei Victoriaville Tigres (2006-2007).